# 50 años
50 años è un album dal vivo del gruppo cileno Quilapayún registrato e pubblicato nel 2015.

## Descrizione
Questo disco è la testimonianza di un concerto celebrativo dei 50 anni di esistenza del gruppo, fondato nel 1965. Il concerto si è svolto la sera del 25 aprile 2015, a Santiago del Cile nella Plaza de la Ciudadanía, di fronte al palazzo presidenziale della Moneda.
Per l'occasione i Quilapayún propongono una scaletta che cerca di sintetizzare la loro lunghissima carriera, attraverso i loro brani più famosi e quelli ritenuti particolarmente significativi del loro percorso artistico, ripercorrendo la propria traiettoria artistica non disgiunta dalla loro militanza politica.
In questo senso non sorprende la presenza, tra i brani selezionati, de La paloma, la canzone che apriva Quilapayún, il loro primo e omonimo album, qui eseguita insieme a Julio Carrasco, uno dei tre storici fondatori del gruppo, così come la più recente La mariposa, canzone dedicata alla farfalla (in spagnolo mariposa) simbolo del gruppo da quando una nuova specie di farfalle, la Temenis laothoe quilapayunia, è stata a loro intitolata.
Sono poi presenti, all'interno del concerto, tre omaggi a uomini scomparsi. Al cantautore Víctor Jara (attraverso le canzoni Plegaria a un labrador, El cigarrito e Te recuerdo Amanda, unitamente a immagini d'epoca e una sua introduzione a Te recuerdo Amanda), all'ex-presidente del Cile Salvador Allende (attraverso la canzone Allende, introdotta da un monologo recitato dall'attore Palta Meléndez che lo ha impersonato sul palco) e a Willy Oddó, storico componente del gruppo morto prematuramente nel 1991 (attraverso immagini d'epoca e l'esecuzione di Canto a la Pampa nella quale, nella prima parte, è stata utilizzata la voce del musicista scomparso).
All'interno della canzone La muralla ("il muro") è presente una ampia citazione di Another brick in the wall part 2, celebre brano dei Pink Floyd. 
Al concerto hanno anche partecipato, come ospiti, gli Inti-Illimani Histórico e il cantautore Manuel Garcia.
Dalle cronache dell'evento emerge che nel concerto sono stati eseguiti altri brani, assenti dai supporti pubblicati, quali Vamos, mujer e El aparecido (eseguito assieme agli Inti-Illimani Histórico).

## Edizioni
Questo concerto è stato pubblicato, in formato CD e doppio LP, nel 2015 dall'etichetta cilena Plaza Independencia (cod.PICD510481). Sempre nello stesso anno, e sempre da Plaza Independencia, è stato anche pubblicato su DVD (cod.PIVD510482) con alcune differenze di contenuto rispetto all'altro formato.
Sul DVD troviamo infatti una canzone in meno (Qué dirá el santo padre) e tre canzoni in più (El canto del cuculí, Te recuerdo Amanda e Canto a la Pampa). Sempre sul DVD sono anche presenti molte introduzioni alle canzoni (a volte sotto forma di video, altre volte sotto forma di piccole performance sul palco) che ben mostrano il lato teatrale dei Quilapayún. Il testo di una di queste, intitolata "Nosotros somos los que cantan" ("Noi siamo quelli che cantano"), è riportato sul retrocopertina del DVD.

## Tracce

### CD
1. Plegaria a un labrador – 3:21 (Víctor Jara)
2. Qué dirá el santo padre – 2:49 (Violeta Parra)
3. Nuestro cobre – 3:31 (Eduardo Yáñez)
4. La mariposa – 3:24 (testo: Eduardo Carrasco – musica: Sebastián Quezada)
5. Carabina 30-30 (canzone popolare della rivoluzione messicana) – 3:18
6. Dónde esta la que quiero – 5:30 (Luis Advis)
7. Contraste – 2:58 (musica: Eduardo Carrasco)
8. La paloma (feat. Julio Carrasco) – 2:47 (Eduardo Carrasco)
9. Luz negra – 3:53 (Eduardo Carrasco)
10. Discurso del pintor Roberto Matta – 4:39 (testo: Roberto Matta – musica: Eduardo Carrasco)
11. El cigarrito (feat. Manuel Garcia) – 3:08 (Víctor Jara)
12. Allende – 3:55 (testo: Rodolfo Parada e Orlando Jimeno-Grendi – musica: Patricio Wang)
13. Ventolera – 2:27 (musica: Eduardo Carrasco e Hugo Lagos)
14. Vals de Colombes – 2:38 (musica: Eduardo Carrasco)
15. Mi Patria (feat. Manuel Garcia) – 3:49 (testo: Fernando Alegría – musica: Eduardo Carrasco)
16. La muralla – 5:16 (testo: Nicolás Guillén – musica: Eduardo Carrasco, Guillermo Oddó, Carlos Quezada, Patricio Castillo)
17. Malembe – 5:19 (testo: Quilapayún – musica: Quilapayún (rielaborazione di un tradizionale cubano))
18. El pueblo unido jamás será vencido (feat. Inti-Illimani Histórico e Manuel Garcia) – 3:49 (testo: Quilapayún e Sergio Ortega – musica: Sergio Ortega)

Durata totale: 66:31

### DVD
1. Introducción
2. El canto del cuculí (musica: Eduardo Carrasco)
3. Plegaria a un labrador (Víctor Jara)
4. Nuestro cobre (Eduardo Yáñez)
5. Te recuerdo Amanda (Víctor Jara)
6. La mariposa (testo: Eduardo Carrasco – musica: Sebastián Quezada)
7. Carabina 30-30 (canzone popolare della rivoluzione messicana)
8. Dónde esta la que quiero (Luis Advis)
9. Contraste (musica: Eduardo Carrasco)
10. Luz negra (Eduardo Carrasco)
11. La paloma (feat. Julio Carrasco) (Eduardo Carrasco)
12. Discurso del pintor Roberto Matta (testo: Roberto Matta – musica: Eduardo Carrasco)
13. El cigarrito (feat. Manuel Garcia) (Víctor Jara)
14. Allende (testo: Rodolfo Parada e Orlando Jimeno-Grendi – musica: Patricio Wang)
15. Ventolera (musica: Eduardo Carrasco e Hugo Lagos)
16. Canto a la Pampa (testo: Francisco Pezoa – musica: tradizionale cilena)
17. Vals de Colombes (musica: Eduardo Carrasco)
18. Mi Patria (feat. Manuel Garcia) (testo: Fernando Alegría – musica: Eduardo Carrasco)
19. La muralla (testo: Nicolás Guillén – musica: Eduardo Carrasco, Guillermo Oddó, Carlos Quezada, Patricio Castillo)
20. Malembe (testo: Quilapayún – musica: Quilapayún (rielaborazione di un tradizionale cubano))
21. El pueblo unido jamás será vencido (feat. Inti-Illimani Histórico e Manuel Garcia) (testo: Quilapayún e Sergio Ortega – musica: Sergio Ortega)

## Crediti

### Formazione
- Eduardo Carrasco
- Carlos Quezada
- Rubén Escudero
- Hugo Lagos
- Guillermo García
- Ricardo Venegas
- Ismael Oddó
- Sebastián Quezada
- Ricardo "Caito" Venegas
- Fernando Carrasco

### Collaboratori
- Danilo Donoso - percussioni
- Camilo Salinas - tastiere
- Palta Meléndez - attore

### Personale tecnico
- Gabriel González - grafica e copertina
- Juan Pablo Carvajal - fotografie
- Eduardo Vergara: missaggio e masterizzazione